# Pukadammen
Pukadammen är en våtmark i Laholms kommun i Halland och ingår i Lagans huvudavrinningsområde. Pukadammen ligger i Tönnersjömålet och Mästocka skjutfält Natura 2000-område.